# Harpagophytum
Гарпаґофітум (Harpagophytum) — рід рослин родини кунжутні (Pedaliaceae).

## Назва
В англійській мові рослину називають «чортів кіготь» (англ. devil's claw) через дивної форми плід з гачками. Таку ж назву мають північно-американські рослини роду Proboscidea.

## Класифікація
- H. procumbens (Burch.) DC. ex Meisn.
- H. zeyheri Decne.

## Будова
Багаторічна рослина з кореневищем. Річні повзучі пагони мають супротивні сіро-зелене листя лапчастої форми. Квіти трубчастої форми. Плід незвичної форми з гачками, що можуть зачіплятися за шерсть тварин.

## Поширення та середовище існування
Зростає у Намібії, Ботсвані та ПАР.

## Практичне використання
Коріння використовують в медицині як протизапальний засіб.

## Цікаві факти
- Harpagophytum procumbens — національна квітка Ботсвани.[1]

## Галерея

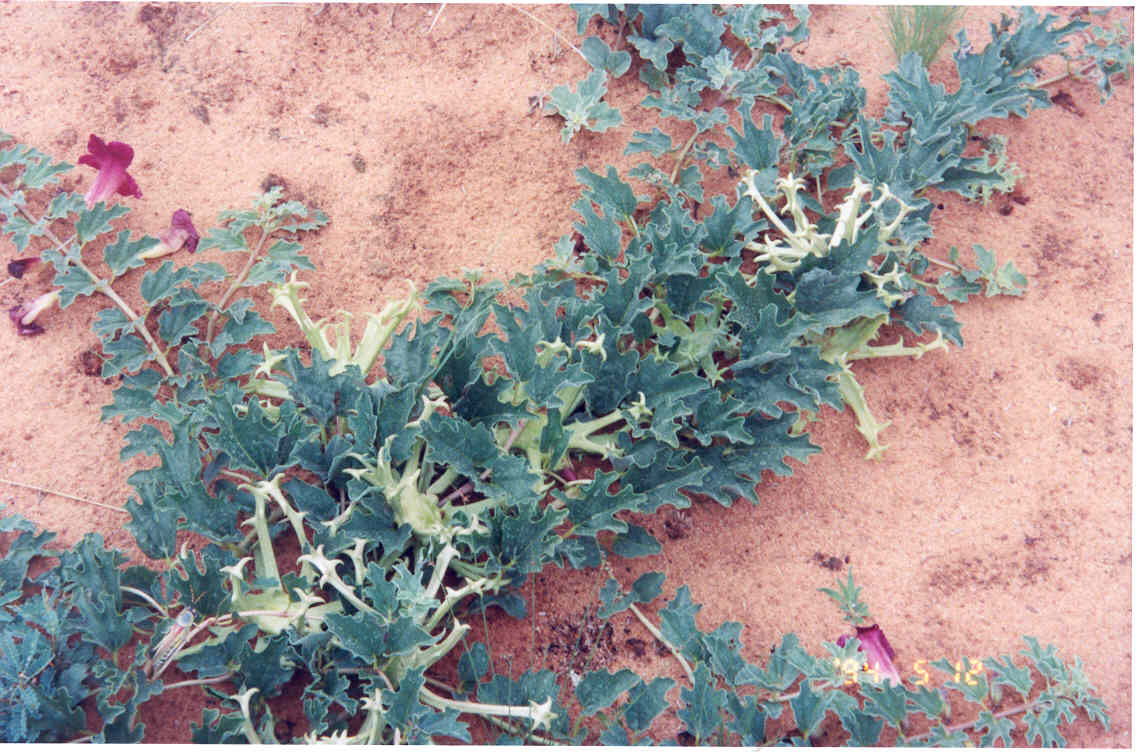
Загальний вигляд рослини
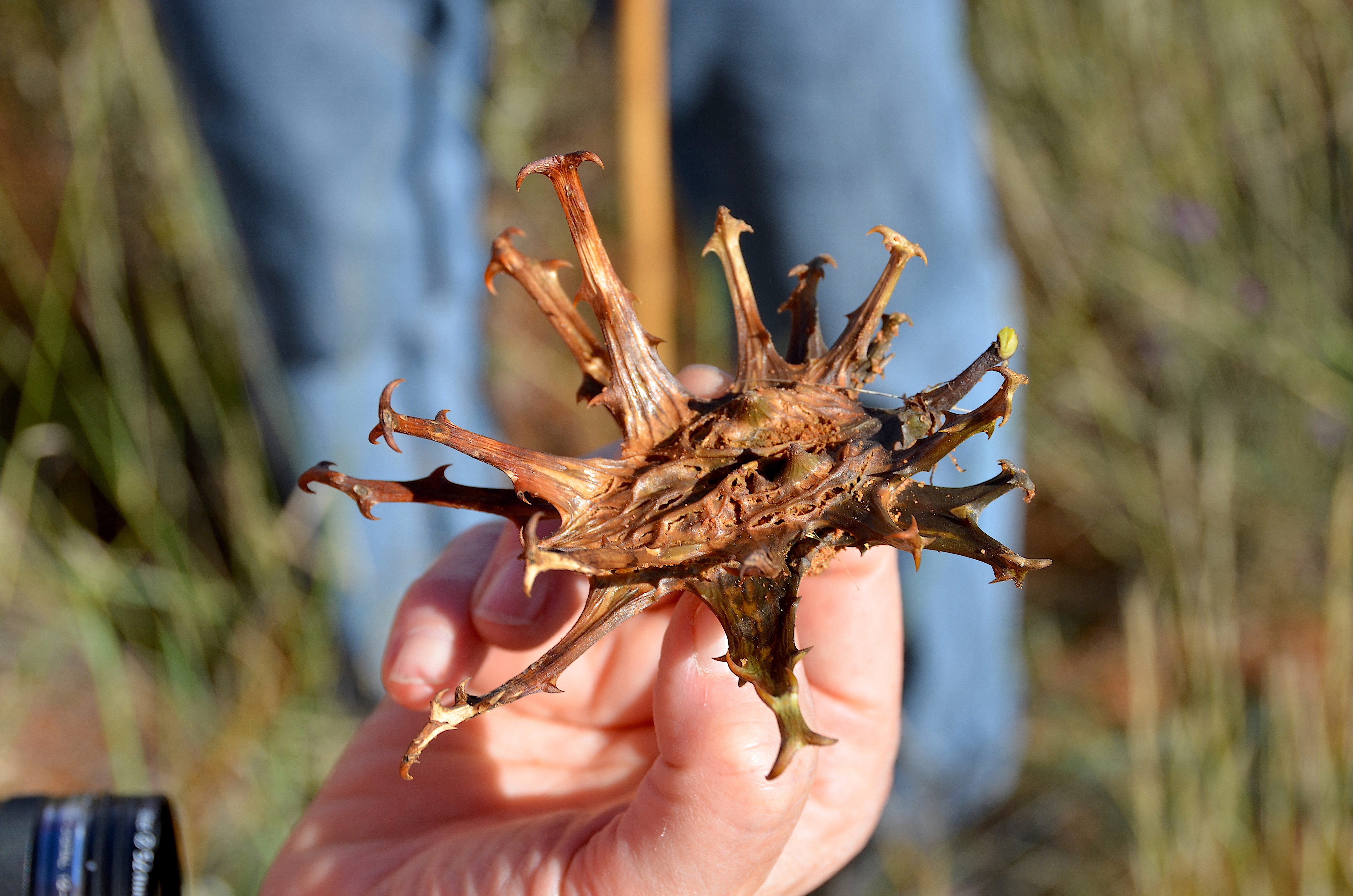
Плід
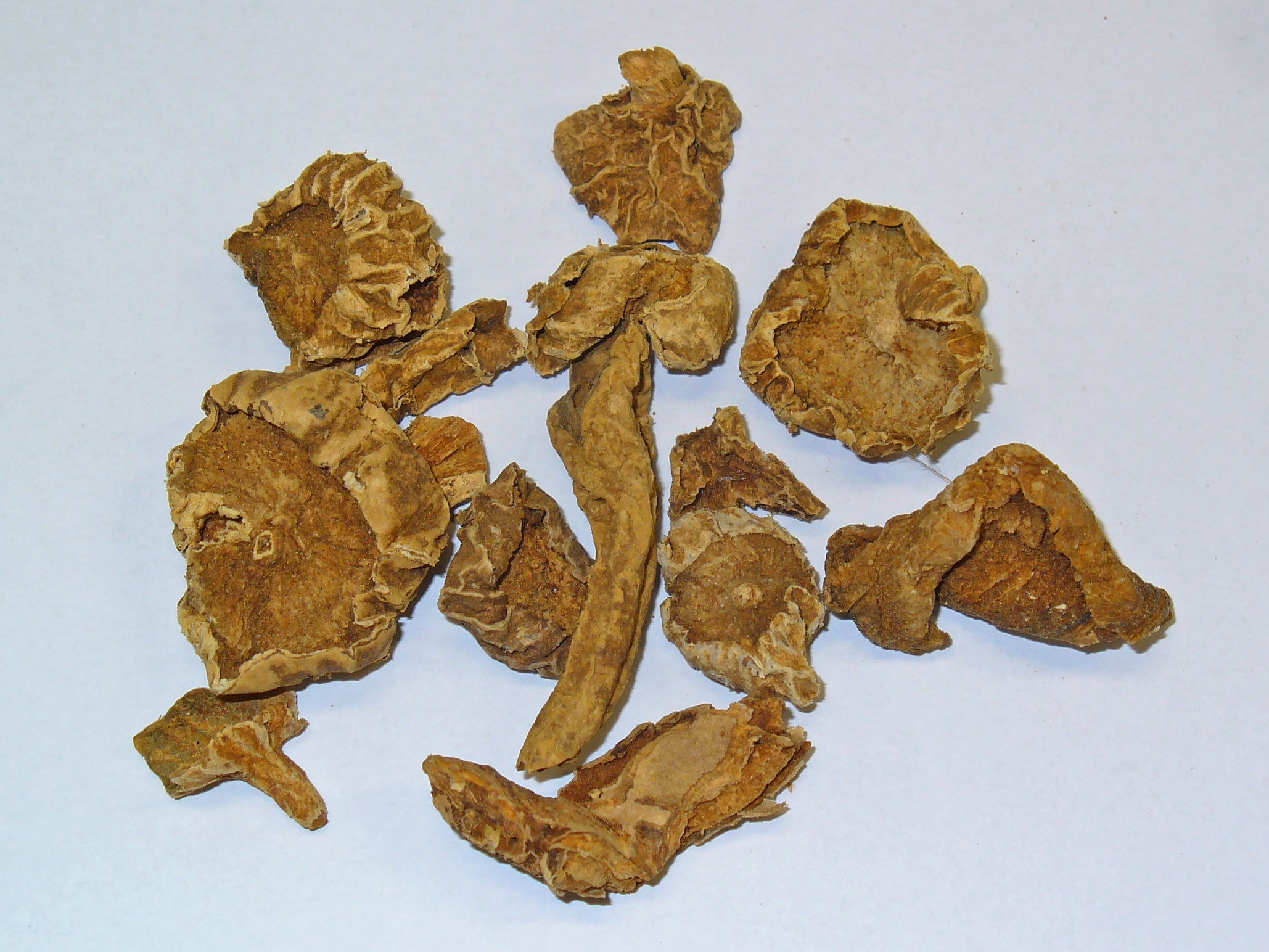
Сушене коріння